# Frigideira
Frigideira (portugalský výraz pro kuchyňskou pánev) je brazilský perkusní hudební nástroj. Sestává z malé litinové pánvičky, do které se v rychlém tempu tluče dřevěnou nebo kovovou paličkou. Původně šlo o improvizovaný nástroj, dnes jsou ale frigideiry vyráběny konkrétně pro hudební využití, a to i ve zdvojené podobě. 
Při úderu vydává frigideira pronikavý cinkavý zvuk. Technika hry je kombinací hry na tamburínu a triangl, u zdvojené varianty pak zase připomíná hru na agogô. Používá se v sambových kapelách.